# أم العساكر (عمان)
أم العساكر منطقة سكنية تقع في لواء ناعور، محافظة العاصمة في الأردن. تنتمي المنطقة لقضاء أم البساتين الذي يضم 6 مناطق. يقدر عدد سكانها بـ 1616 نسمة حسب إحصاء 2015.

## الوصلات الخارجية
- دائرة الاحصاءات العامة